# Xertigny
Xertigny ist eine französische Kleinstadt mit 2572 Einwohnern (Stand 1. Januar 2022) im Département Vosges in der Region Grand Est (bis 2015 Lothringen). Sie gehört zum Arrondissement Épinal und zum Gemeindeverband Épinal.

## Geografie
Das etwa 50 km² große Gemeindegebiet der Stadt Xertigny liegt durchschnittlich 460 Meter über dem Meer und erstreckt sich auf dem Hochplateau der Vôge, das durch die Täler der kleinen Flüsse Ruisseau l'Aitre und Ruisseau de Cone durchschnitten wird. Die Flüsse entwässern zum oberen Côney und gehören damit zum Flusssystem Saône. Im Süden des Gemeindegebietes steigt das Gelände auf über 600 m an. In diesem Bereich wurden mehrere Teiche angelegt, von denen der Étang des Mottes der größte ist und knapp zehn Hektar umfasst. Nördlich und östlich von Xertigny breitet sich ein 15 km² großes, zusammenhängendes Waldgebiet aus. Der Canal des Vosges führt westlich an Xertigny vorbei.
Zu Xertigny gehören die Ortsteile Amerey, Granges, La Gare, Le Charmois, La Regingotte, Le Bozet, Les Granges Richard, Moyenpal und Rasey.
Nachbargemeinden von Xertigny sind Uzemain und Hadol im Norden, Raon-aux-Bois im Nordosten, Bellefontaine im Osten, Plombières-les-Bains im Süden, La Chapelle-aux-Bois im Westen sowie Charmois-l’Orgueilleux im Nordwesten.

## Geschichte
Xertigny entstand aus dem Lager Certinium an der Römerstraße von Bains-les-Bains nach Baccarat. Bereits 730 ist eine Kirchengemeinde Sainte Walburge belegt, für das Jahr 1335 eine Verwaltung.
Bei der Bildung der französischen Kommunen 1790 war Xertigny einer der 60 Hauptorte des früheren Kantons Vosges. Mit der Fertigstellung des Viaduc de Granges, einer 38 Meter hohen Brücke, erhielt Xertigny 1861 einen Eisenbahnanschluss. 1865 wurde die erste Brauerei gegründet, die unter dem Namen La Lorraine bis 1966 existierte. Das Schloss Château des brasseurs wurde 1888 erbaut.
Nach der Zerstörung im Zweiten Weltkrieg wurde die Kirche Sainte-Walburge in Xertigny 1951 rekonstruiert. Dabei erhielten die Kirchenfenster von Gabriel Loire neue Glasmalereien, die unter anderem Arnulf von Metz, Blasius von Sebaste und Jeanne d’Arc darstellen.

### Bevölkerungsentwicklung
| Jahr      | 1962 | 1968 | 1975 | 1982 | 1990 | 1999 | 2006 | 2014 | 2022 |
| Einwohner | 3168 | 3224 | 3075 | 3190 | 2971 | 2810 | 2809 | 2650 | 2572 |

Im Jahr 1861 wurde mit 3992 Bewohnern die bisher höchste Einwohnerzahl ermittelt. Die Zahlen basieren auf den Daten von cassini.ehess und INSEE.

## Wappen
Das Wappen Xertignys zeigt in den Farben des Lothringer Wappens statt drei gestümmelten Adlern im Schrägbalken drei Kreuzanker. Die Ankerform symbolisiert das X, dem Anfangsbuchstaben des Stadtnamens.

## Sehenswürdigkeiten
- Château des brasseurs, beherbergt heute unter anderem die Stadtverwaltung sowie ein Hotel
- Kirche Sainte-Walburge mit bemalten Kirchenfenstern
- Viaduc de Granges, Eisenbahnbrücke im Ortsteil Granges
- Kirche Notre-Dame-de-la-Nativité im Ortsteil Rasey
- Château de Sémouse

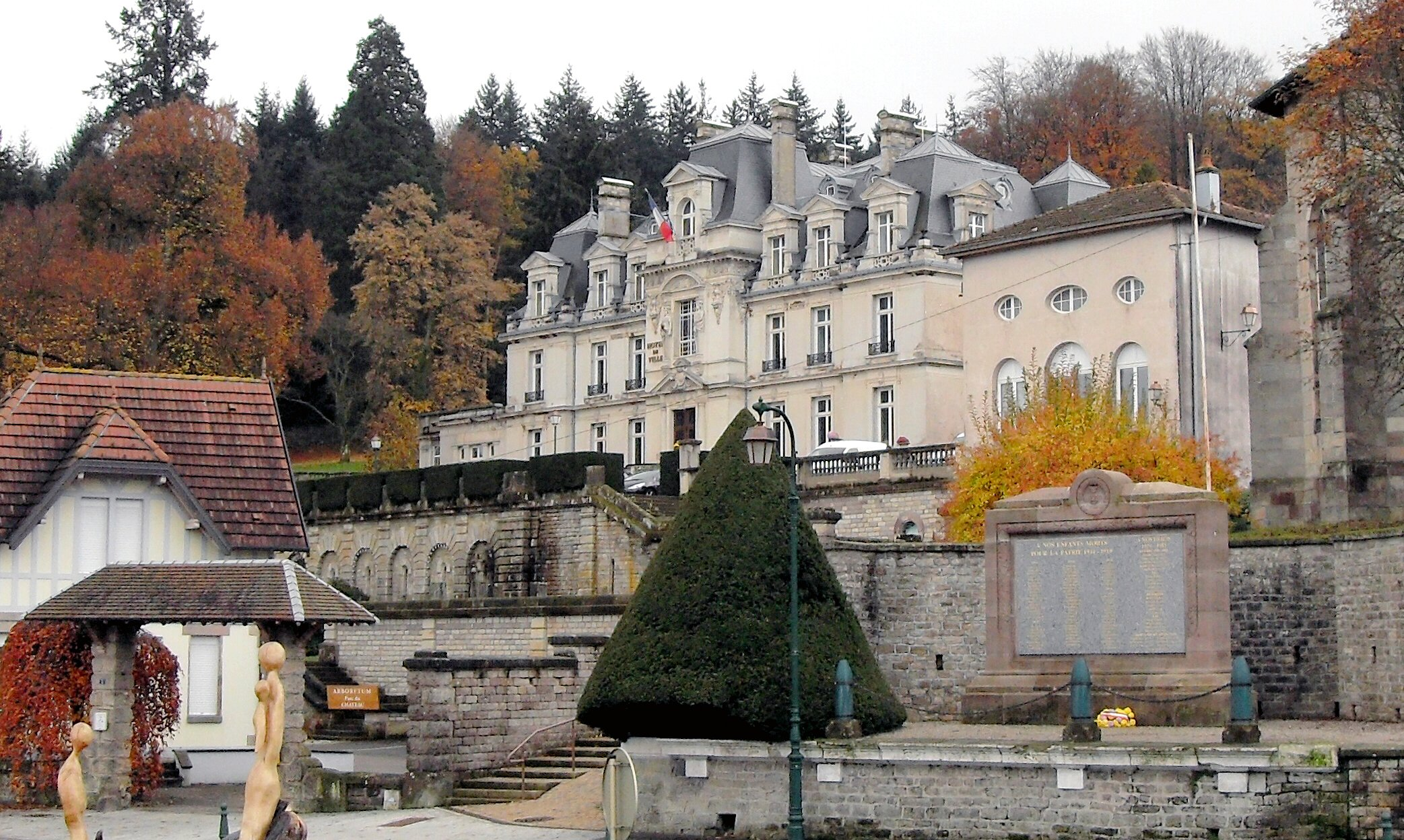
Château des brasseurs
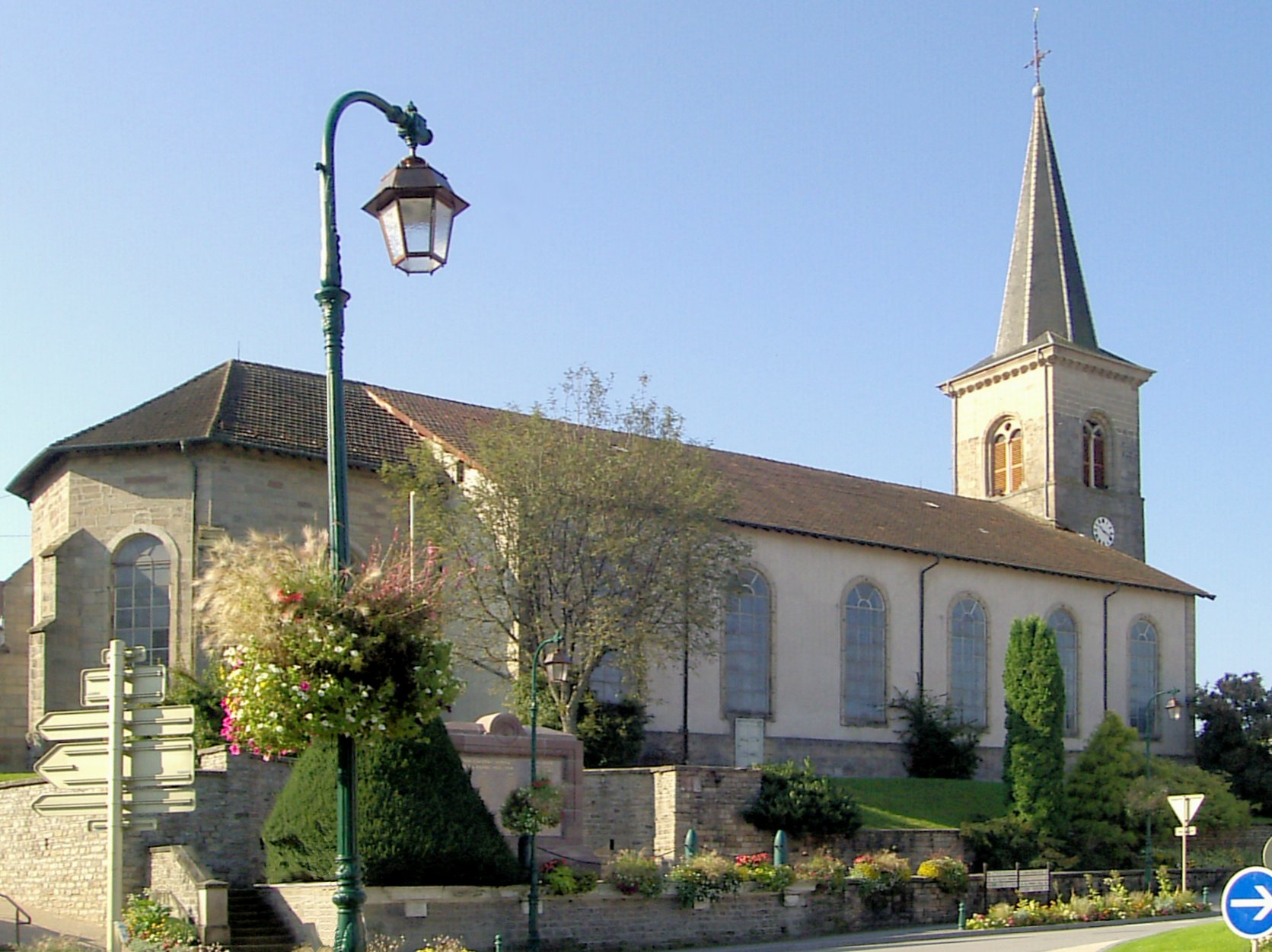
Kirche Sainte-Walburge in Xertigny
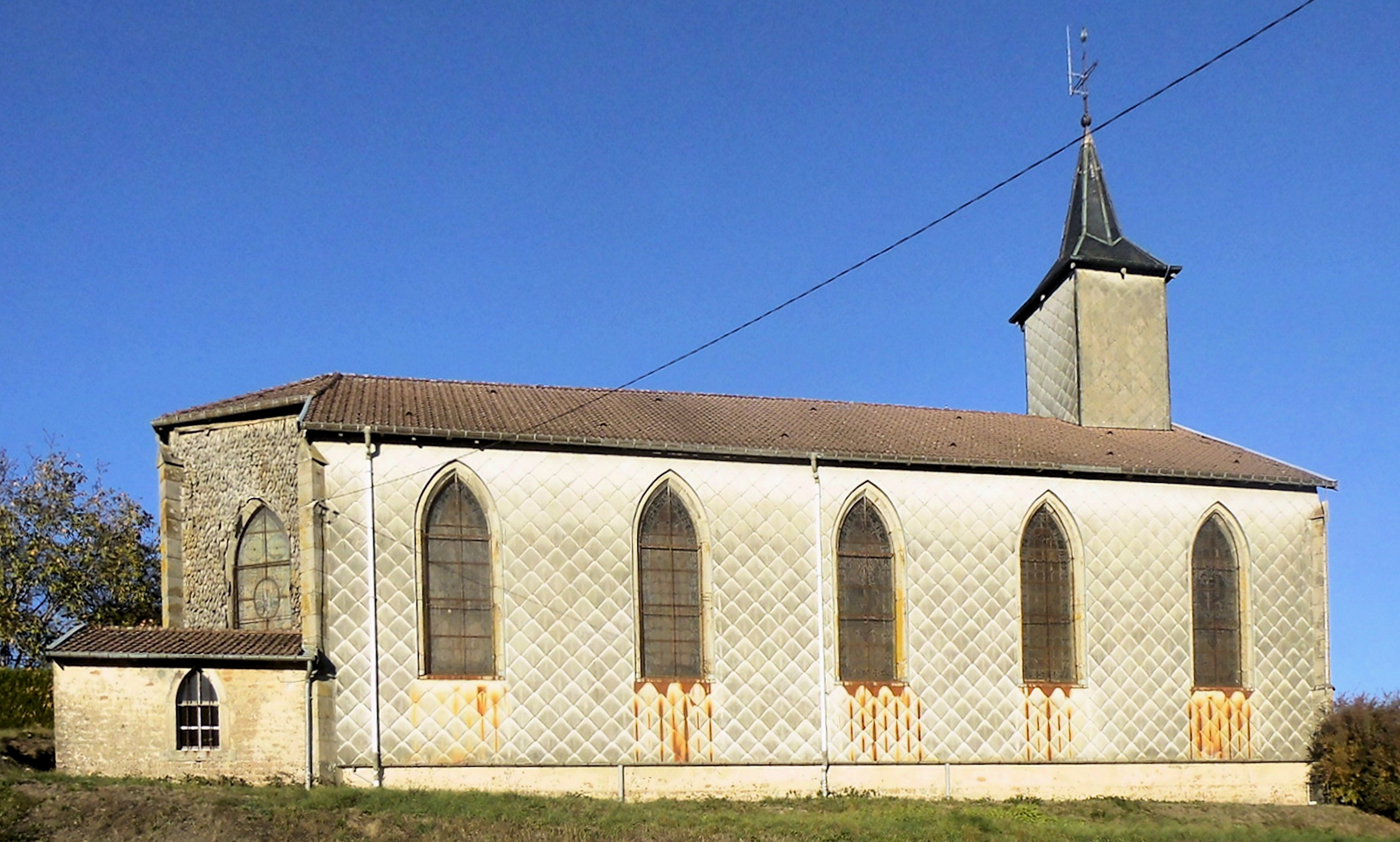
Kirche Notre-Dame-de-la-Nativité
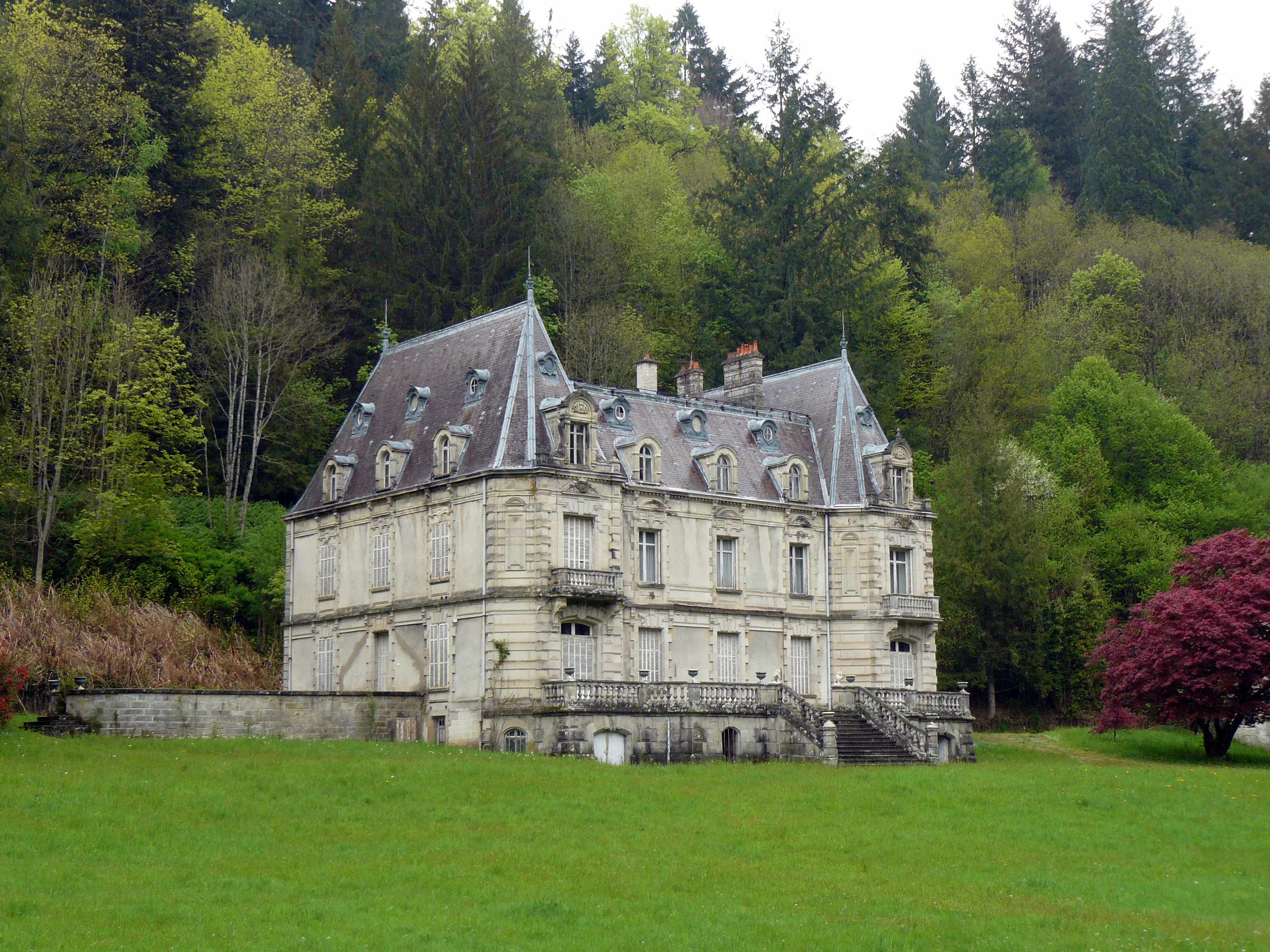
Château de Sémouse

## Wirtschaft und Infrastruktur
Neben vielen kleinen Handwerks- und Dienstleistungsbetrieben ist im Ortsteil Moyenpal eine Metallbaufirma (Valentin SA) ansässig.
Die Firma TEMCA, die Industriegüter aus Polyester, Epoxidharz, Polyurethan und Vinylesterharz herstellt, hat ebenfalls ihren Hauptsitz in Xertigny.
Des Weiteren ist in der Stadt eine Brigade der Gendarmerie stationiert.
In Xertigny gibt es fünf Floristen, zwei Bäckereien, einen Optiker, eine Tankstelle, eine Buchhandlung und ein Lebensmittelgeschäft.
Auf dem 50 km² großen Gebiet von Xertigny sind 44 Landwirtschaftsbetriebe ansässig (Anbau von Getreide, Kartoffeln, Flachs und Gemüse, Milchwirtschaft, Zucht von Rindern, Schafen, Ziegen und Geflügel).

### Bildung
Xertigny ist Schulzentrum für die umliegenden Gemeinden. In der Stadt wird an fünf Schulen unterrichtet:
- Collège Camille Claudel
- École maternelle
- École primaire du Centre
- École d’Amerey
- École de Moyenpal

### Verkehrsanbindung
In Xertigny kreuzt die Départementsstraße 3 (Charmois-l’Orgueilleux-Remiremont) die Nationalstraße 434 (Épinal-Vesoul). Über Épinal im Norden und Luxeuil-les-Bains im Süden ist Xertigny an das überregionale Straßennetz angebunden.
Der Bahnhof Xertigny befindet sich etwa zwei Kilometer westlich der Innenstadt. Er liegt an der Bahnlinie Nancy–Belfort, die vom Unternehmen TER Grand Est betrieben wird.

## Persönlichkeiten
- André Serot (1896–1948), französischer Colonel und Militärbeobachter für die Vereinten Nationen
- Émile Demangel (1882–1968), französischer Bahnradfahrer, gestorben in Xertigny. Eine Straße wurde nach ihm benannt und er ist auf dem örtlichen Friedhof beerdigt.

## Belege
1. ↑  Xertigny auf cassini.ehess
2. ↑  Xertigny auf INSEE
3. ↑  Geschäfte auf annuaire-mairie.fr (französisch)
4. ↑  Landwirtschaftsbetriebe auf annuaire-mairie.fr (französisch)